# Hadena pusilla
Hadena pusilla är en fjärilsart som beskrevs av Rudolf Püngeler. Hadena pusilla ingår i släktet Hadena och familjen nattflyn. Inga underarter finns listade i Catalogue of Life.